# Lại Thanh Đức
Lại Thanh Đức (tiếng Trung: 賴清德; bính âm: Lài Qīngdé; Wade–Giles: Lai Ch’ing-te) sinh ngày 6 tháng 10 năm 1959. Ông là một chính trị gia Trung Hoa Dân Quốc, là đương kim Tổng thống Trung Hoa Dân Quốc, từng có thời gian làm Phó Tổng thống và Thủ tướng nước này. Ông cũng từng là một nhà lập pháp của Lập pháp viện Trung Hoa Dân Quốc từ năm 1999 đến năm 2010 và là Thị trưởng thành phố Đài Bắc từ năm 2010 đến năm 2017. Ngày 13 tháng 1 năm 2024, ông đã giành chiến thắng trong cuộc bầu cử tổng thống và trở Tổng thống đắc cử của Trung Hoa Dân Quốc.

## Tiểu sử

### Thân thế và học vấn
Lại Thanh Đức sinh ngày 6 tháng 10 năm 1959 tại một thị trấn nông thôn ven biển ở phía bắc huyện Đài Bắc (nay là Vạn Lý, Tân Bắc). Thời thanh niên ông đã trải qua quá trình học tập và nghiên cứu ở cả hai trường lớn của Đài Loan là Đại học Quốc lập Thành Công tại Đài Nam và Đại học quốc lập Đài Loan ở Đài Bắc, nơi ông nghiên cứu chuyên ngành phục hồi chức năng. Sau đó, ông theo học tại Trường Y tế Công cộng thuộc Đại học Harvard (Hoa Kỳ) và lấy bằng Thạc sĩ về Y tế công cộng, trở về nước ông là một thực tập sinh tại Bệnh viện Đại học Quốc lập Thành Công. Ông đã trở thành một chuyên gia nghiên cứu và tư vấn về tổn thương tủy sống.

### Quốc hội và Lập pháp viện
Lại Thanh Đức từng là thành viên trong nhóm tranh cử Thống đốc tỉnh Đài Loan của ông Trần Định Nam năm 1994, tuy nhiên cuộc bầu cử đã thất bại, kể từ đó ông đã quyết định theo đuổi sự nghiệp chính trị riêng của bản thân. Năm 1996, tại kỳ bầu cử Quốc hội Đài Loan, ông đã giành được một ghế đại diện cho thành phố Đài Nam. Sau đó ông gia nhập phe New Tide và trở thành một ứng cử viên trong cuộc bầu cử Lập pháp viện Trung Hoa Dân Quốc năm 1998, đại diện cho Đảng Dân chủ Tiến bộ ở thành phố Đài Nam. Ông đã thành công trong cuộc bầu cử này và sau đó được bầu tái đắc cử ba lần vào năm 2001, 2004 và năm 2008.

### Thị trưởng Đài Nam

#### Bầu cử thành phố năm 2010
Ngày 25 tháng 12 năm 2010, với việc tổ chức lại hành chính của các đô thị ở Đài Loan, thành phố Đài Nam (hiện tại) được sáp sáp nhập từ thành phố Đài Nam cũ và huyện Đài Nam. Trong cuộc bầu cử sơ bộ của Đảng Dân chủ Tiến bộ (DPP) vào tháng 1 năm 2010, Lại Thanh Đức được bầu là ứng cử viên đại diện cho Đảng DPP trong cuộc bầu cử Thị trưởng ngày 27 tháng 11 năm 2010, và ông giành được 60,41% tỷ lệ phiếu bầu để đánh bại ứng cử viên Quách Thiêm Tài của Quốc Dân Đảng. Ông nhậm chức Thị trưởng Đài Nam vào ngày 25 tháng 12 năm 2010.
| Kết quả bầu cử Thị trưởng Thành phố Đài Nam năm 2010 | Kết quả bầu cử Thị trưởng Thành phố Đài Nam năm 2010 | Kết quả bầu cử Thị trưởng Thành phố Đài Nam năm 2010 | Kết quả bầu cử Thị trưởng Thành phố Đài Nam năm 2010 | Kết quả bầu cử Thị trưởng Thành phố Đài Nam năm 2010 | Kết quả bầu cử Thị trưởng Thành phố Đài Nam năm 2010 | Kết quả bầu cử Thị trưởng Thành phố Đài Nam năm 2010 |
| Đảng phái                                            | Đảng phái                                            | #                                                    | Ứng viên                                             | Số phiếu                                             | Tỷ lệ phần trăm                                      | Tỷ lệ phần trăm                                      |
| ---------------------------------------------------- | ---------------------------------------------------- | ---------------------------------------------------- | ---------------------------------------------------- | ---------------------------------------------------- | ---------------------------------------------------- | ---------------------------------------------------- |
|                                                      | Trung Quốc Quốc dân Đảng                             | 1                                                    | Quách Thiêm Tài (郭添財)                             | 406,196                                              | 39.59%                                               |                                                      |
|                                                      | Đảng Dân chủ Tiến bộ                                 | 2                                                    | Lại Thanh Đức                                        | 619,897                                              | 60.41%                                               |                                                      |
| Tổng                                                 | Tổng                                                 | Tổng                                                 | Tổng                                                 | 1,026,093                                            | 100.00%                                              | 100.00%                                              |

#### Bầu cử thành phố năm 2014
Cuối năm 2014, trong cuộc bầu cử Thị trưởng Thành phố Đài Nam, ông Lại Thanh Đức tiếp tục giành chiến thắng trước ứng cử viên Hoàng Tú Sương của Trung Quốc Quốc Dân Đảng.
| Kết quả bầu cử Thị trưởng Thành phố Đài Nam năm 2014 | Kết quả bầu cử Thị trưởng Thành phố Đài Nam năm 2014 | Kết quả bầu cử Thị trưởng Thành phố Đài Nam năm 2014 | Kết quả bầu cử Thị trưởng Thành phố Đài Nam năm 2014 | Kết quả bầu cử Thị trưởng Thành phố Đài Nam năm 2014 | Kết quả bầu cử Thị trưởng Thành phố Đài Nam năm 2014 | Kết quả bầu cử Thị trưởng Thành phố Đài Nam năm 2014 |
| STT                                                  | Ứng viên                                             | Đảng phái                                            | Số phiếu                                             | Tỷ lệ phần trăm                                      |                                                      |                                                      |
| ---------------------------------------------------- | ---------------------------------------------------- | ---------------------------------------------------- | ---------------------------------------------------- | ---------------------------------------------------- | ---------------------------------------------------- | ---------------------------------------------------- |
| 1                                                    | Lại Thanh Đức                                        | Đảng Dân chủ Tiến bộ                                 | 711,557                                              | 72.90%                                               |                                                      |                                                      |
| 2                                                    | Hoàng Tú Sương (黃秀霜)                              | Trung Quốc Quốc dân Đảng                             | 264,536                                              | 27.10%                                               |                                                      |                                                      |

### Thủ tướng
Lại nhậm chức vào ngày 8 tháng 9 với tư cách là Thủ tướng thứ 49 của Đài Loan.